# Sirijski ratovi
Sirijski ratovi je naziv za šest ratova koje su tokom 3. i 2. veka p. n. e. među sobom vodili Seleukidsko carstvo i Ptolemejsko kraljevstvo nastojeći da ovladaju regijom po imenu Kelesirija, odnosno mestom iz koga su vodile važne rute prema Egiptu. Ti su sukobi bitno iscrpeli snage obe države, te omogućili da njihovim teritorijama na kraju ovladaju Rim i Partija.

## Prvi sirijski rat (274-271. p. n. e.)
Prvi sirijski rat je predstavljao prvi veći sukob među helenističkim državama nakon što su godine 281. pne. ubijeni Seleuk I Nikator i Lizimah, posljednji originalni dijadosi. Seleukov sin Antioh, koji je imao ozbiljnih problema pri konsolidaciji vlasti u zapadnom delu carstva, smatrao je da se oni mogu rešiti jedino ekspanzijom na račun egipatskih poseda na Levantu i Anadoliji. U tu je svrhu pripremio savez sa Magasom, polubratom egipatskog kralja Ptolemeja , za koga je venčao svoju kći Apamu.
Magas je nakon venčanja proglasio nezavisnost Kirene te pokrenuo pohod protiv polubrata sa zapada, dok je Antioh napao egipatske posede sa severa i istoka. Antioh je zabeležio početne uspehe, osvojivši delove sirijske obale i južnu Anadoliju. Međutim, tada se pokazalo kako je Ptolemej II daleko sposobniji vladar nego što se smatralo. Njegova sestra i supruga Arsinoja je vešto suzbila dotadašnje dvorske spletke, dok je Ptolemej organizovao protivnapad i porazio Antioha. Tome je doprinela i pobuna Marmarida, libijskih nomada zbog kojih je Magas morao da odustane od svog pohoda. Do godine 271. pne. kada je sklopljen mir, Ptolemej je uspeo ne samo povratiti sve izgubljene teritorije, nego i egipatsku vlast proširiti na Kariju.

## Drugi sirijski rat (260-253. pne.)
Antioh  je nasledio svog oca 261. pne. te odmah počeo da priprema novi rat za Siriju. Pre toga je sklopio savez sa Antigonom Gonatom, antigonidskim kraljem Makedonije, koji je nameravao da istera Ptolemeja II iz Egejskog mora. Antioh II je potom uz makedonsku podršku napao ptolemejska uporišta u Maloj Aziji.
Tok rata je teško rekonsturirati, jer je većina zapisa izgubljena. Jasno je, međutim, da je Antigon oko godine 258. pne. uspeo da porazi ptolemejsku flotu u bici kod Kosa. To je dovelo do privremenog gubitka egipatske pomorske nadmoći nad Istočnim Mediteranom, što je dovelo do gubitka nadzora nad Klikijom, Pamfilijom i Jonijom. Antioh je pri tome osvojio Milet i Efez. Godine 253. pne. su, međutim, izbile protivmakedonske pobune u Korintu i Halkidi, a istovremeno severne granice Makedonije su počeli da ugrožavaju varvari, zbog čega je Makedonija prekinula rat protiv Egipta.
Ostavši sam, Antioh je godine 253. pne. sklopio mirovni sporazum sa Egiptom te se venčao sa Ptolemejevom kćerkom Berenikom Sirom, odrekavši se svoje prve supruge Laodike. Ptolemej II je iste godine umro.

## Treći sirijski rat (246-241. pne.)
Tastova smrt je podstakla Antioha da se godine 246. pne. vrati svojoj prvoj supruzi. Nedugo potom je umro, a Laodika je objavila kako je na samrtnoj postelji njenog sina Seleuka proglasio novim prestonaslednikom, a nju regentkinjom. Berenika i njena deca su se sklonila u Antiohiju, ali su tamo ubeni od strane Laodikinih pristaša.
Novi egipatski kralj Ptolemej  je ubistvo sestre iskoristio kao povod da Seleukidima objavi rat, koji se takođe naziva Laodikejski. Iako je Antigon II Gonata kao verni seleukidski saveznik egipatskoj floti naneo poraz u bici kod Androsa, Ptolemej je zabeležio niz uspeha. Njegove su snage porazile Seleukide u Siriji, prodrle do Antiohije, pa i sve do Vavilona. Da stvar pod Seleuka II bude gora, protiv njega su se pobunile istočne satrapije, a Laodika je insistirala da svog mlađeg brata Antioha Hijeraksa imenuje koregentom i preda mu vlast nad Malom Azijom. Hijeraks je nakon toga odmah proglasio nezavisnost i priključio se ratu protiv Seleuka. Iako je Seleuk uspeo da vrati deo izgubljenih teritorija, nakon nekoliko godina je, iscrpljen, pristao na mir kojim su Egipćani dobili severnu Siriju, uključujući Seleukiju Pijeriju, glavnu antiohijsku luku.

## Četvrti sirijski rat (219-217. pne.)
Seleukidskom carstvu je trebalo dve decenije da se oporavi od gubitaka u ratu, odnosno uguši sve separatističke pobune, uključujući onu koju je vodio Antioh Hijeraks. Međutim, godine 225. pne. je nakon iznenadne smrti Seleuka II ponovno nastupio period nestabilnosti. Njegov sin Seleuk III Keraun je vladao samo dve godine, pre nego što je ubijen u vojničkoj pobuni. Nasledio ga je mlađi brat Antioh , odlučan u nameri da povrati izgubljene teritorije. Antiohove planove da započne pohod na Egipat 221. pne. su omele spletke njegovog glavnog ministra Hermeje, kao i separatističke pobune na zapadu i istoku. Tek nakon što je rešio te probleme, Antioh je bio u stanju da pokrene vojsku 219. pne.
Egipat je, u međuvremenu, potresla kriza izazvana smrću Ptolemeja III. Njegov sin i naslednik Ptolemej IV Filopator je pokazao nesklonost za državničke poslove, te je svu vlast prepustio ministru Sosibiju, koji je odmah na početku likvidirao mnoge članove kraljevske porodice. To je izazvalo političku nestabilnost, prebegavanje komandanta na seleukidsku stranu, dok je istovremeno Sosibije potpuno ignorirao obrambene pripreme.
Sve to je omogućilo Antiohu da bez velikih poteškoća 219. pne. zauzme Seleukiju Pijeriju i Tir. Njegovo dalje napredovanje su zaustavili pregovori koje je započeo Sosibije, a čija je jedina svrha bila dobijanje vremena da se improvizuja obrana. Sosibije je istovremeno počeo da regrutuje i obučava domaće egipatsko stanovništvo.
U leto 217. pne. Antioh je ponovno krenuo u ofanzivu, ali ga je obnovljena egipatska vojska odlučno potukla u velikoj bici kod Rafije. Egipćani međutim nisu mogli, niti želeli da iskoriste tu pobedu. Umesto da naredi prodor u dubinu Antiohovog carstva, Sosibije je ponovno započeo pregovore. Oni su završili mirovnim sporazumom kojim je Antioh uspeo da zadrži neke od osvojenih teritorija, uključujući Seleukiju Pijeriju.
Rat je za Ptolemejide i Egipat imao teške posledice, najviše zahvaljujući tome što su domorodački veterani stekli iskustvo koje im je pomoglo da dignu ustanak protiv makedonske dinastije i stvore nezavisnu državu u Gornjem Egiptu.

## Peti sirijski rat (202-195. pne.)
Nakon završetka rata Antioh je sledeće godine proveo gušeći separatističke pobune i šireći svoju vlast, prvo u Maloj Aziji, a potom i na severnim i istočnim granicama nekadašnjeg Aleksandrovog carstva. Uspevši do 202. pne. da pokori Armeniju, Partiju i Grčko-baktrijsko kraljevstvo, Antioh je stekao iskustvo, ali i resurse za revanš za poraz kod Rafije. Prilika za to se ukazala zbog nestabilnosti u samom Egiptu gde je smrt Ptolemeja IV, a nakon nje i likvidacija popularne kraljice Arsinoje od strane Sosibija izazvala nemire u samoj Aleksandriji, odnosno vojničke pobune.
Antioh je pre toga nastojao da osigura svoj zapadni bok sklopivši savez sa makedonskim kraljem Filipom V. Egipat je, kao saveznika imao Rim, s kojim je već duže vremena imao dobre odnose, a Rimljani su shvatili stratešku važnost Egipta zbog isporuka žita za vreme Drugog punskog rata. Sukob sa Filipom, odnosno Drugi makedonski rat je, pak, sprečio Rimljane da znatnije pomognu Egiptu, pa se njihova intervencija svela tek na uzaludne diplomatske misije kod Antioha.
Zahvaljujući tome je mogao nesmetano da napada egipatska područja kako u Maloj Aziji tako i u Kelesiriji, te je zauzeo Sidon. Godine 200. ili 198. pne. je njegova vojska odnela odlučujuću pobedu u bici kod Panijuma.
Posle nje su započeli pregovori s Egiptom, nakon kojih je Antiohu priznata vlast nad Keleserijom, uključujući i Judeju. Sporazum je zaključen 195. pne. udajom Antiohove kćeri Kleopatre za mladog egipatskog kralja Ptolemeja . Završetkom rata je Seleukidsko carstvo pod Antiohom došlo na vrhunac moći, ali je taj period kratko potrajao, s obzirom da neizbežni sukob s Rimom koji je krajem decenije eskalirao u Rimsko-sirijski rat.

## Šesti sirijski rat (170—168. pne.)
Poraz u ratu s Rimom je imao teške posledice za Seleukidsko carstvo, koje moralo da se trajno odrekne Male Azije, ratne mornarice, a na kraju i s političkom nestabilnošću izazvanim kako smrću Antioha Velikog, tako i zarobljeniptvom prestonaslednika Demetrija u Rimu. S druge strane, Egipat nije bio u stanju da iskoristiti slabost svog suparnika, jer je i sam imao problema sa domorodačkom pobunom koja je savladana tek oko 185. pne.
Novi sukob je izbio oko godine 170. pne. kada su Eulaj i Lenej, ministri staratelji maloletnog egipatskog kralja Ptolemeja VI Filometora, uzdajući se u rimsku pomoć, objavili rat s ciljem povraćaja Kelesirije, uključujući Judeju. Istovremeno su Ptolemejev brat Ptolemej Fiskon i sestra Kleopatra II imenovani suvladarima, radi jačanja nacionalnog jedinstva Egipta. S druge strane je seleukidski kralj Antioh IV Filopator reagovao brže i 169. pne. je munjevitim pohodom prodro sve do Aleksandrije, zbacio regente i odlučio da Ptolemej VI, koji mu je bio nećak, ostane jedini vladar. Kada se Antioh iste godine s vojskom povukao kako bi gušio pobunu u Judeji, narod u Aleksandriji je digao ustanak protiv strane vlasti. Ptolemej VI je ponovno postao suvladar sa Ptolemejem Fiskonom. Godine 168. pne. Antioh je ponovno krenuo u ofenzivu. Osvojio je Kipar, a potom prodro do pred samu Aleksandriju. Ovaj put je Rim poslao pomoć u obliku izaslanika Gaja Popilija Lenasa. On je Antiohu postavio ultimatum zatraživši povlačenje iz Egipta i Kipra. Ne želeći sukob s velesilom koja mu je porazila oca, Antioh je odmah pristao na ultimatum, ali je zadržao područja osvojena u petom sirijskom ratu.

## Literatura
- Green, Peter (1990). Alexander to Actium: The Historical Evolution of the Hellenistic Age. Berkeley: University of California Press. ISBN 978-0-500-01485-1.
- Bagnall, R.; Drinkwater; A. Esmonde-Cleary; W. Harris, R. Knapp; Mitchell; Parker; Wells; Wilkes; Talbert; M. E. Downs; M. Joann McDaniel; B. Z. Lund; T. Elliott; S. Gillies. „Places: 991407 (Syria Coele)”. Pleiades. Приступљено 08. 03. 2012.
- Head, Barclay Vincent (1887). „VII. Coele-Syria”. Historia Numorum: A Manual of Greek Numismatics. стр. 662.
- Polybius; Hultsch, Friedrich Otto (1889). The Histories of Polybius. Macmillan and Company.
- Diodorus (Siculus.) (1814). The Historical Library of Diodorus the Sicilian: In Fifteen Books. To which are Added the Fragments of Diodorus, and Those Published by H. Valesius, I. Rhodomannus, and F. Ursinus. W. MʻDowall.
- Besnier, Maurice (1914). Lexique de géographie ancienne. C. Klincksieck.
- Strabo (1889). The geography of Strabo. Bell.
- Justinus, Marcus Junianus; Yardley, J. C.; Wheatley, Pat (15. 12. 2011). Justin: Epitome of the Philippic History of Pompeius Trogus: Volume II: Books 13-15: The Successors to Alexander the Great. Clarendon Press. ISBN 978-0-19-927759-9.
- Ameling, Walter; Cotton, Hannah M.; Eck, Werner (14. 07. 2014). South Coast: 2161—2648: A multi-lingual corpus of the inscriptions from Alexander to Muhammad. De Gruyter. ISBN 978-3-11-033767-9.
- Shipley, Graham (2011). Pseudo-Skylax's Periplous: The Circumnavigation of the Inhabited World : Text, Translation and Commentary. Bristol Phoenix Press. ISBN 978-1-904675-82-2.